# Mittelstetten
Mittelstetten è un comune tedesco di 1 653 abitanti, situato nel land della Baviera.